# Zoo Miami
Koordinaten: 25° 36′ 27″ N, 80° 24′ 0″ W

Tiger-Anlage

Der Zoo Miami, lokal als Miami-Dade Zoological Park and Gardens bezeichnet, ist der Zoo der Stadt Miami im Süden Floridas in den USA. Der Zoo ist Mitglied bei der Association of Zoos and Aquariums (AZA) und beherbergt mehr als 3000 Tiere, die über 500 verschiedene Arten repräsentieren. 130 dieser Arten sind in freier Wildbahn gefährdet oder stark gefährdet.

## Geschichte
Die Geschichte des Zoo geht auf das Jahr 1948 zurück, als erste Tierausstellungen im damals Crandon Park Zoo genannten Tierpark auf der Insel Key Biscayne vor der Küste Miamis begannen. 1980 wurde der Zoo auf ein 304 Hektar großes Gelände südlich von Miami verlegt. In den folgenden Jahren wurden neue Tiere angeschafft, Freianlagen erweitert und neue Tierhäuser gebaut. 2010 erfolgte aus Marketinggründen eine Umbenennung des Zoos in Miami-Dade Zoological Park and Gardens. 2017 wurde der Zoo vom Hurrikan Irma heimgesucht, der erhebliche Schäden durch umstürzende Bäume anrichtete. Einige Vögel im Zoo starben und der Zoo musste für mehrere Wochen schließen.

## Ausstellungsbereiche und Tierbestand
Der Zoo ist parkartig angelegt und beherbergt mehr als 1000 Arten von Bäumen und anderen Pflanzen. Wegen des ausgedehnten Gesamtgeländes, können Besucher mittels einer Eisenbahn von Anlage zu Anlage transportiert werden. Die Tiere sind nach ihren geografischen Vorkommensgebieten gruppiert, wobei Arten, die verträglich in freier Wildbahn zusammenleben, auch im Zoo gemeinsam untergebracht sind. Das Zoogelände ist in die fünf Sektionen Asia, Africa, Australia, Amazon and Beyond (Südamerika) sowie Florida: Mission Everglades aufgeteilt. Der Bereich Asia enthält beispielsweise Orang-Utan, Gaur, Kragenbär sowie Sumatra- und Königstiger. Die Tiger-Anlage ist reizvoll einer asiatischen Architektur nachempfunden. Die Sektion  Australia zeigt typische Bewohner dieses Erdteils, beispielsweise Koalas (Phascolarctos cinereus), Kängurus und weitere Beuteltiere sowie Vögel aus Neuguinea wie den Raggi-Paradiesvogel (Paradisaea raggiana).

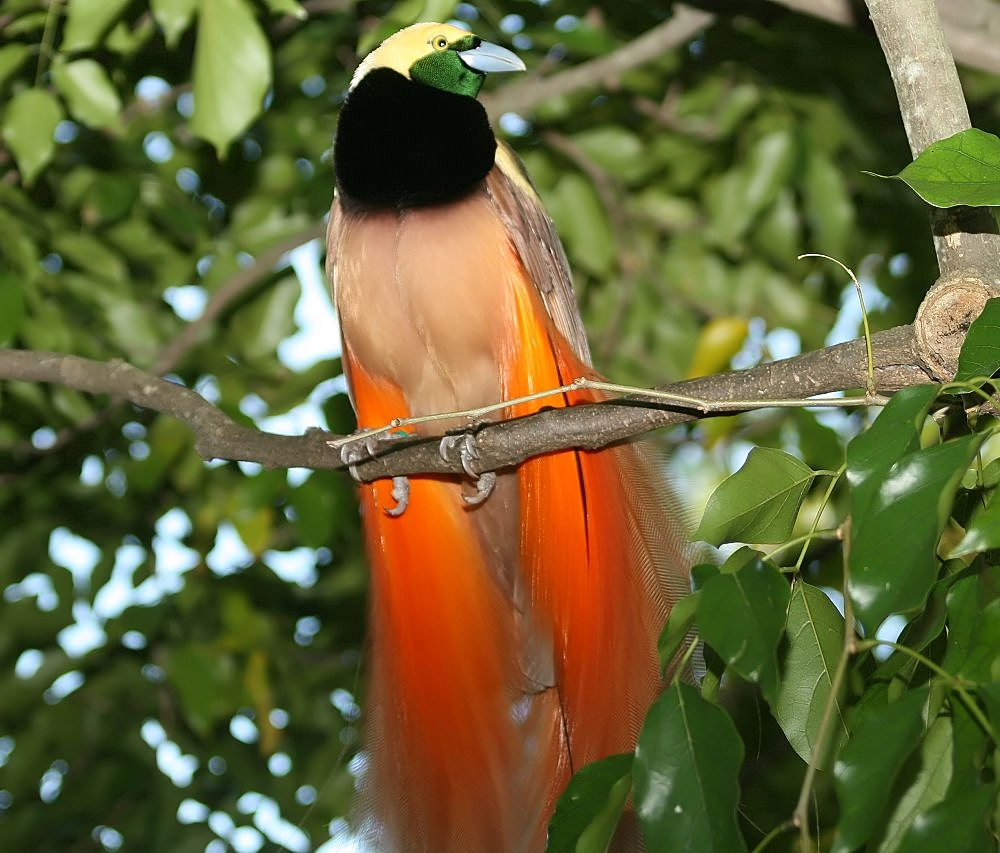
Raggi-Paradiesvogel
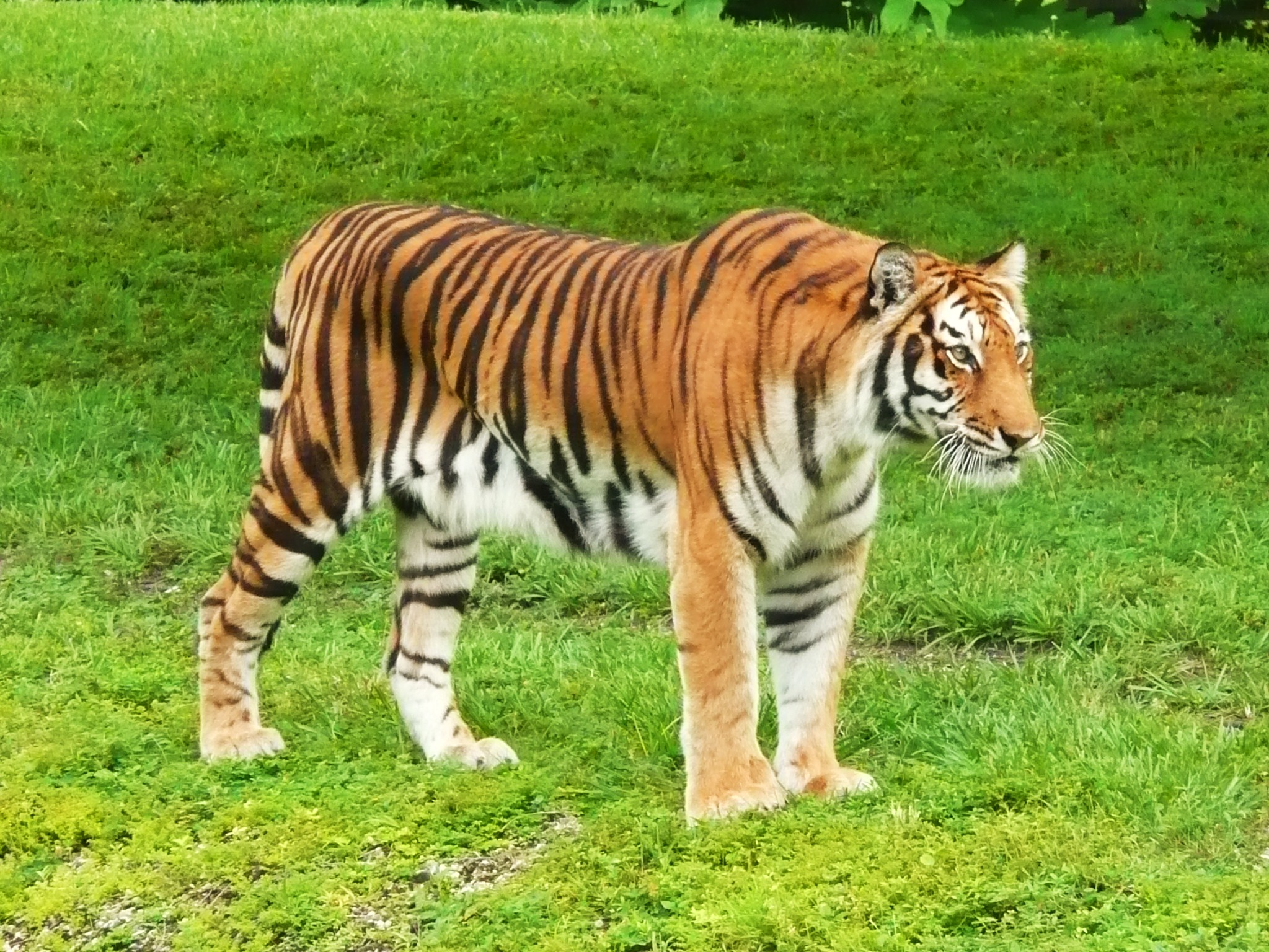
Königstiger
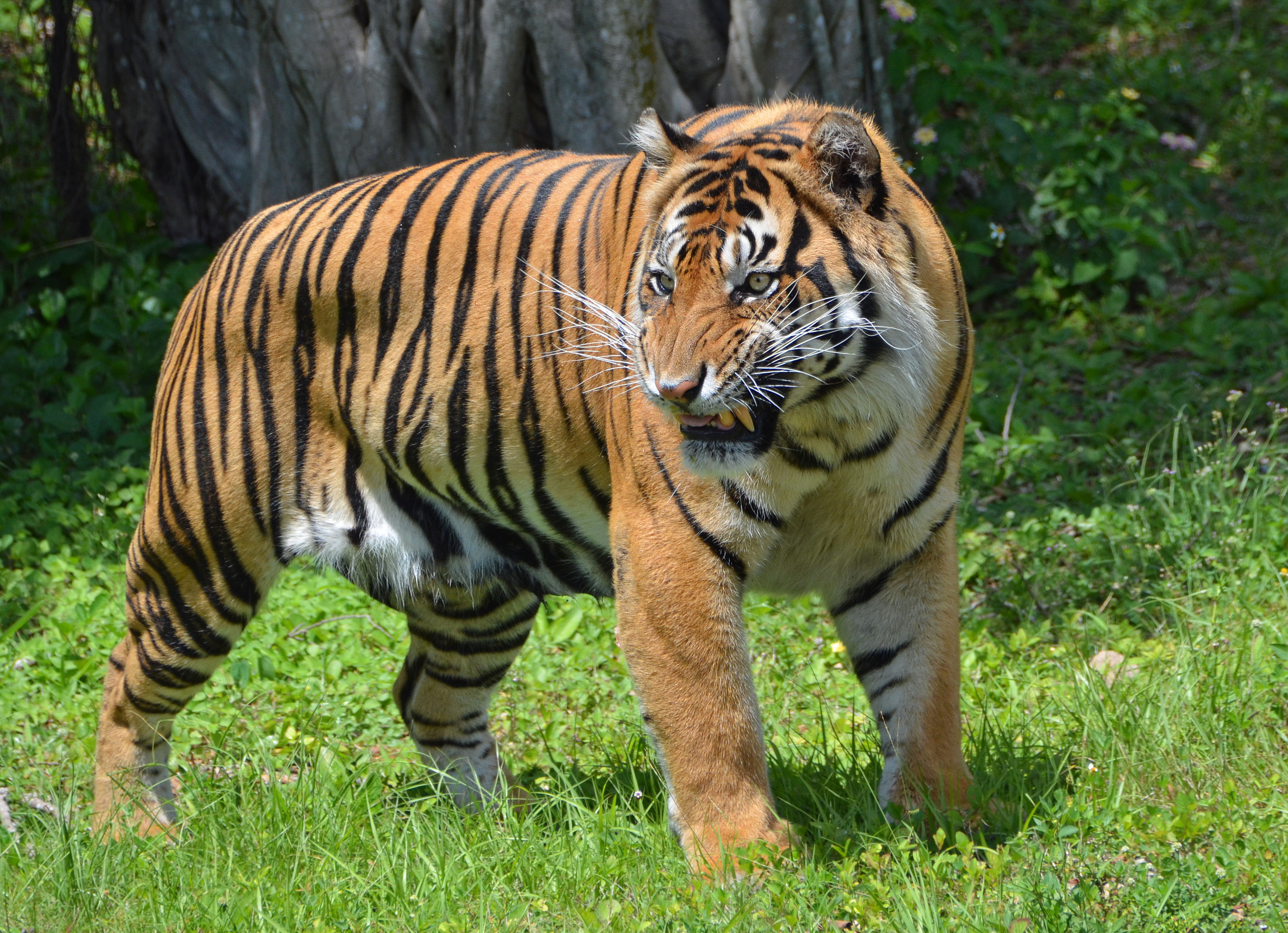
Sumatra-Tiger
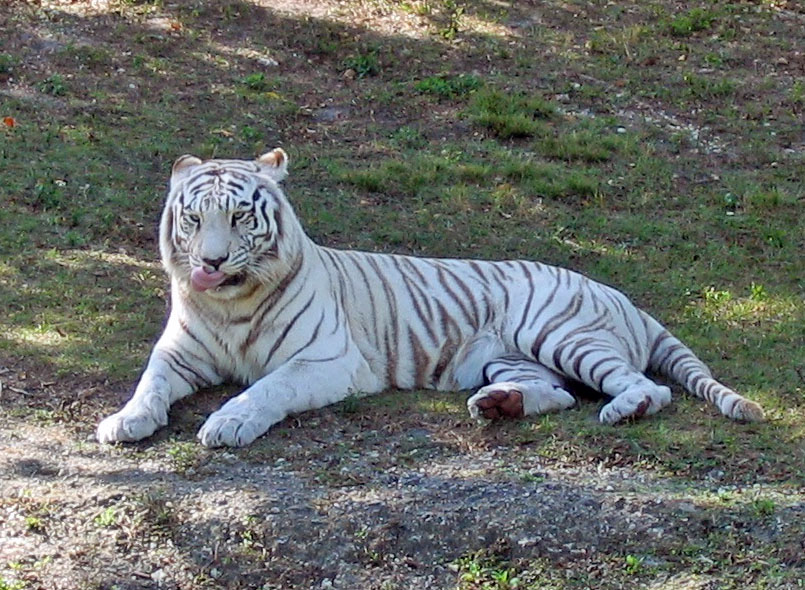
Weißer Königstiger

Im Bereich Africa können Gorilla, Schimpanse, Zwergflusspferd und Afrikanischer Wildhund besichtigt werden. Einen breiten Raum nehmen Steppenbewohner, beispielsweise Antilopen- und Gazellenarten, Zebras, Giraffen und Strauße ein, die auf großen Freianlagen zu sehen sind Es wird auch das waldbewohnende Okapi gehalten.

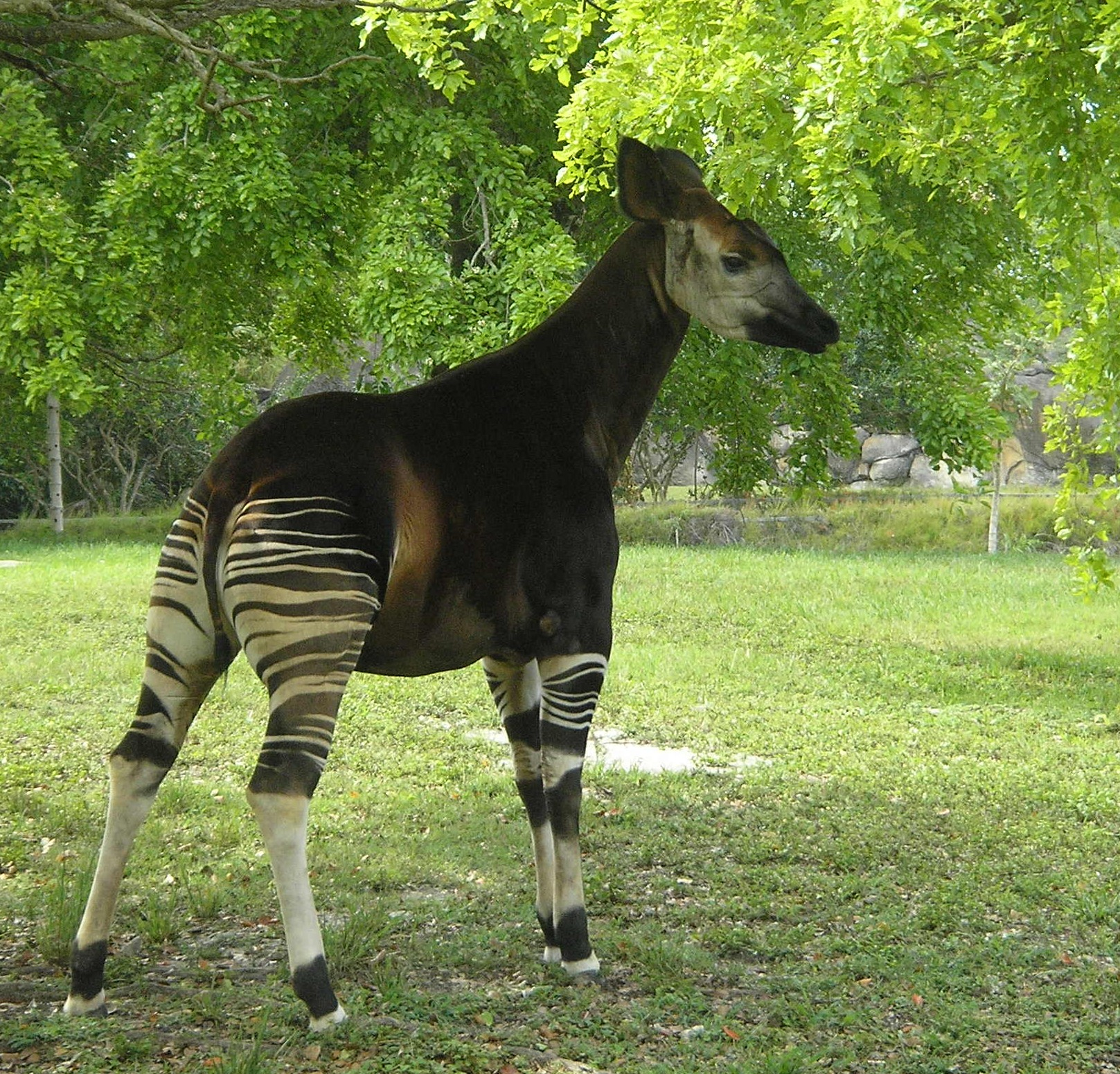
Okapi
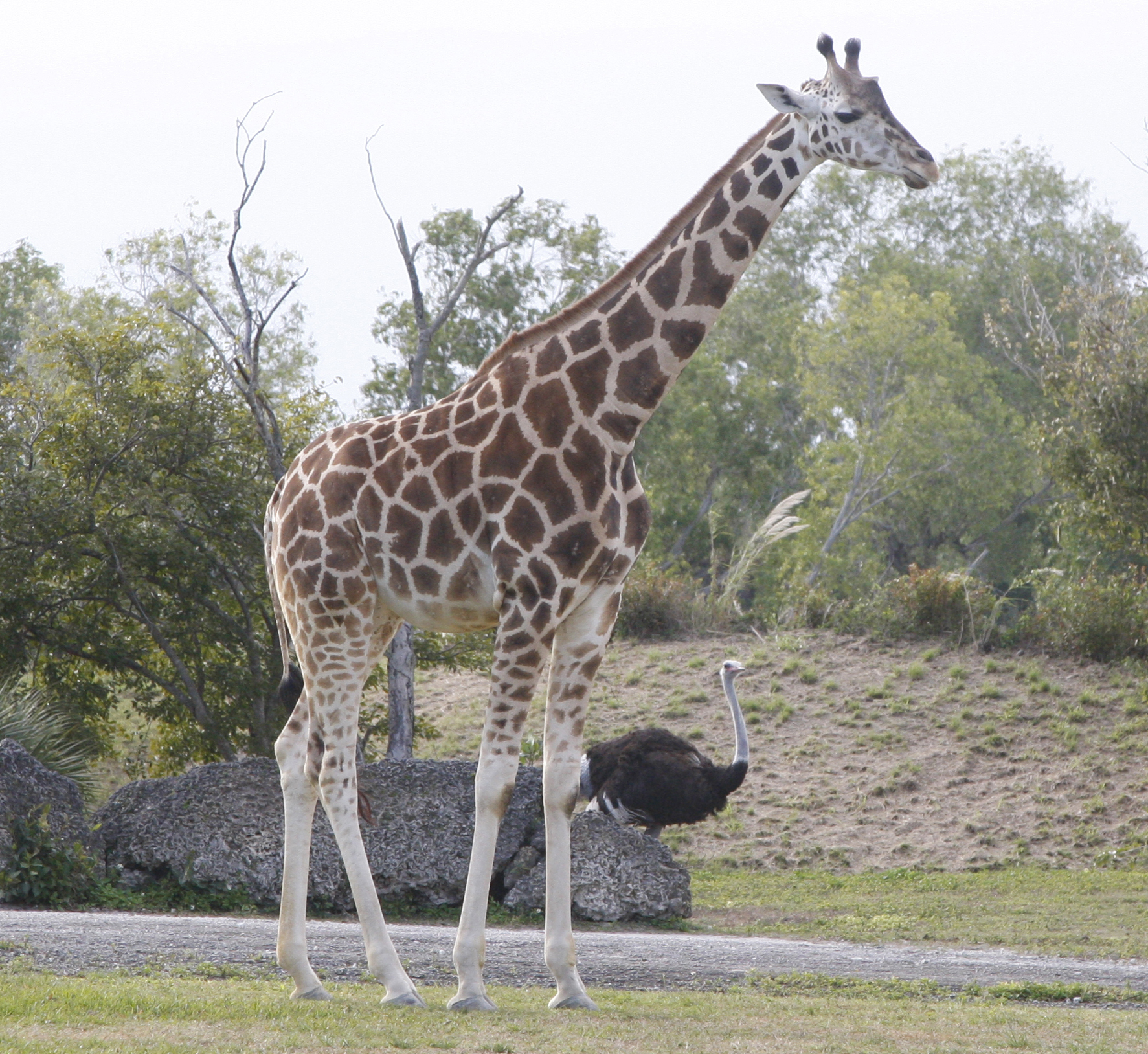
Giraffe
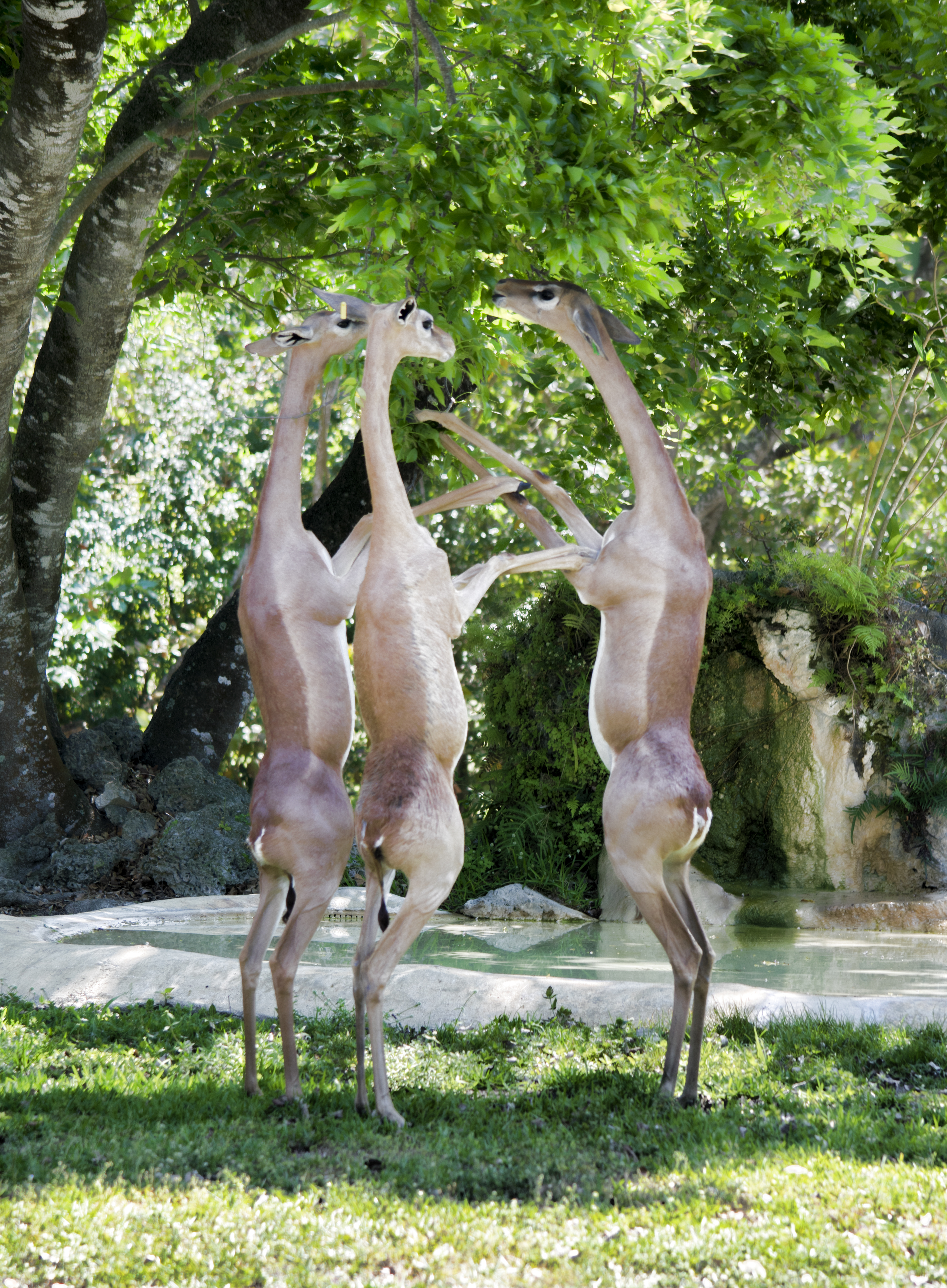
Südliche Giraffengazelle
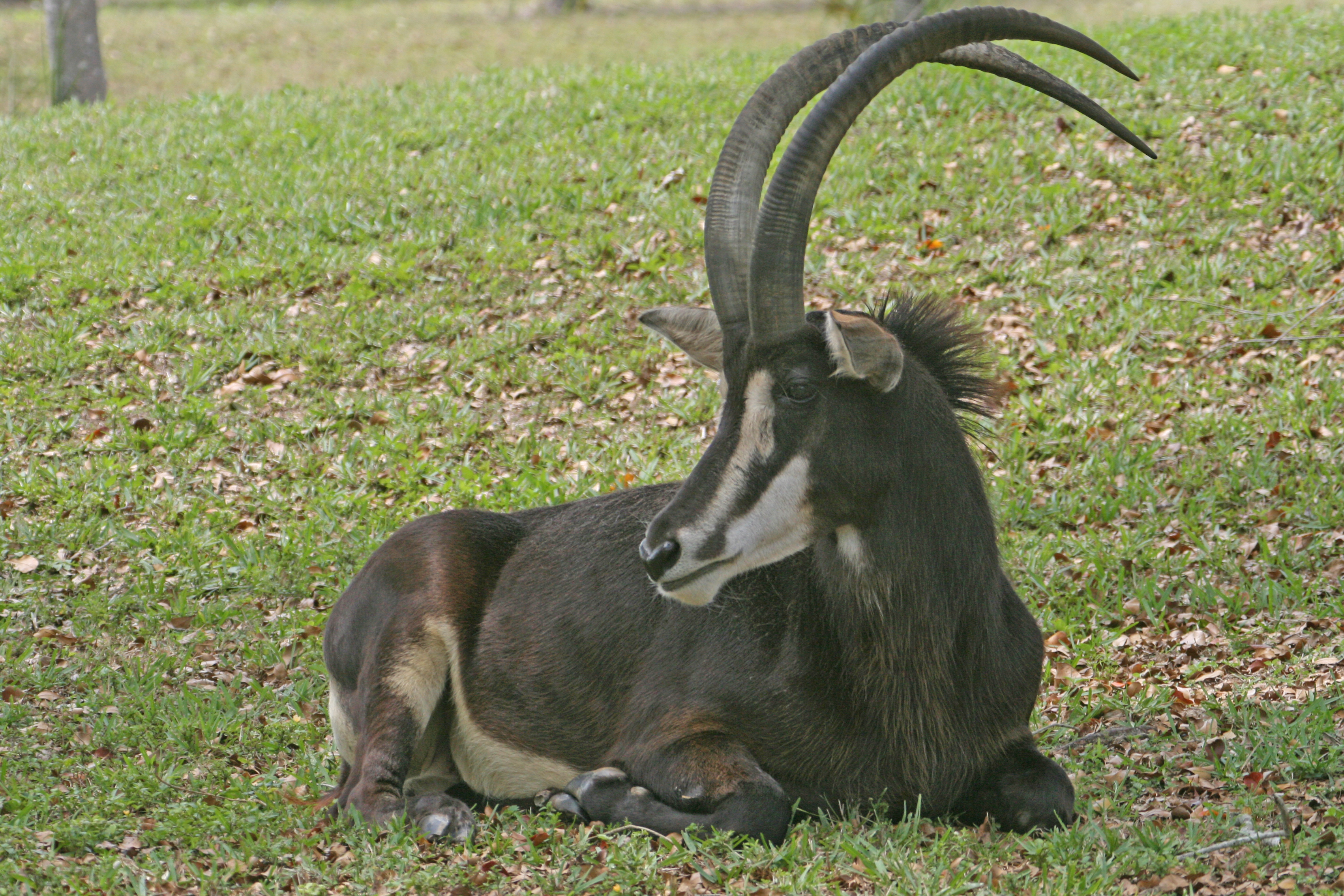
Rappenantilope

Tiere aus Nordamerika, dem Heimatland des Zoos, sind in der Sektion Florida: Mission Everglades relativ bescheiden vertreten. Gezeigt werden beispielsweise Baribal, Alligatoren, Nordamerikanischer Fischotter (Lontra canadensis) und Weißkopfseeadler. Die Sektion Amazon and Beyond beinhaltet unter anderem folgende Arten: Jaguar, Riesenotter, Brüllaffe, Faultiere, Ameisenbären sowie die Harpyie.

## Arterhaltungsprogramme
Der Zoo Miami beteiligt sich an verschiedenen Arterhaltungsprogrammen. Darunter befinden sich 12 mit hoher Priorität eingestufte Projekte (Primary Programs), nachfolgend einige Beispiele:
- Ein Programm betrifft die Florida-Bulldoggfledermaus (Eumops floridanus – Florida Bonneted Bat), deren Lebensraum durch Urbanisierung schwindet. Die Tierärzte vom Zoo Miami unterstützen die Florida Fish and Wildlife Conservation Commission bei ihren Studien, indem sie Sonografieuntersuchungen an Weibchen durchführen, um Details über den Fötus und die Fortpflanzung der Art zu erfahren. Vom Zoo Miami wurden außerdem hurrikanresistente, künstliche Fledermauskästen installiert. 2021 wurden 11 von 17 solcher Kästen von den Tieren angenommen.[1]
- Für den Miami-Tiger-Sandlaufkäfer (Cicindelidia floridana – Miami tiger beetle) sowie für gefährdete Schmetterlingsarten (Imperiled Butterflies of South Florida) werden Forschungen zur Entwicklung der Larven sowie zu den benötigten Habitaten durchgeführt.
- Da angenommen wird, dass in Florida nur noch etwa 120 bis 230 Individuen des Florida-Panthers (Puma concolor coryi) leben (Stand 2021), erstellt der Zoo Miami ein Florida Panther Recovery Program, nach dem in einer Monitoring-Aktion das Wanderverhalten der Tiere sowie das Verhalten der Jungtiere aufgezeichnet wird.
- Ein Harpy Eagle Project beteiligt sich zusammen mit panamesischen Wissenschaftlern an der Erforschung der Lebensweise der Harpyie (Harpia harpyja). 2013 konnte der Zoo Miami erstmals die erfolgreiche Aufzucht eines Jungvogels bekanntgeben.[1]

Parallel zu den Primary Programs unterhält der Zoo Miami mehrere sogenannte Sponsored Programs. Dabei werden beispielsweise in Zusammenarbeit mit der International Elephant Foundation sowie der International Rhino Foundation Möglichkeiten erforscht, um Schutzgebiete für sämtliche Elefanten- und Nashornarten in Afrika und Asien zu schaffen.

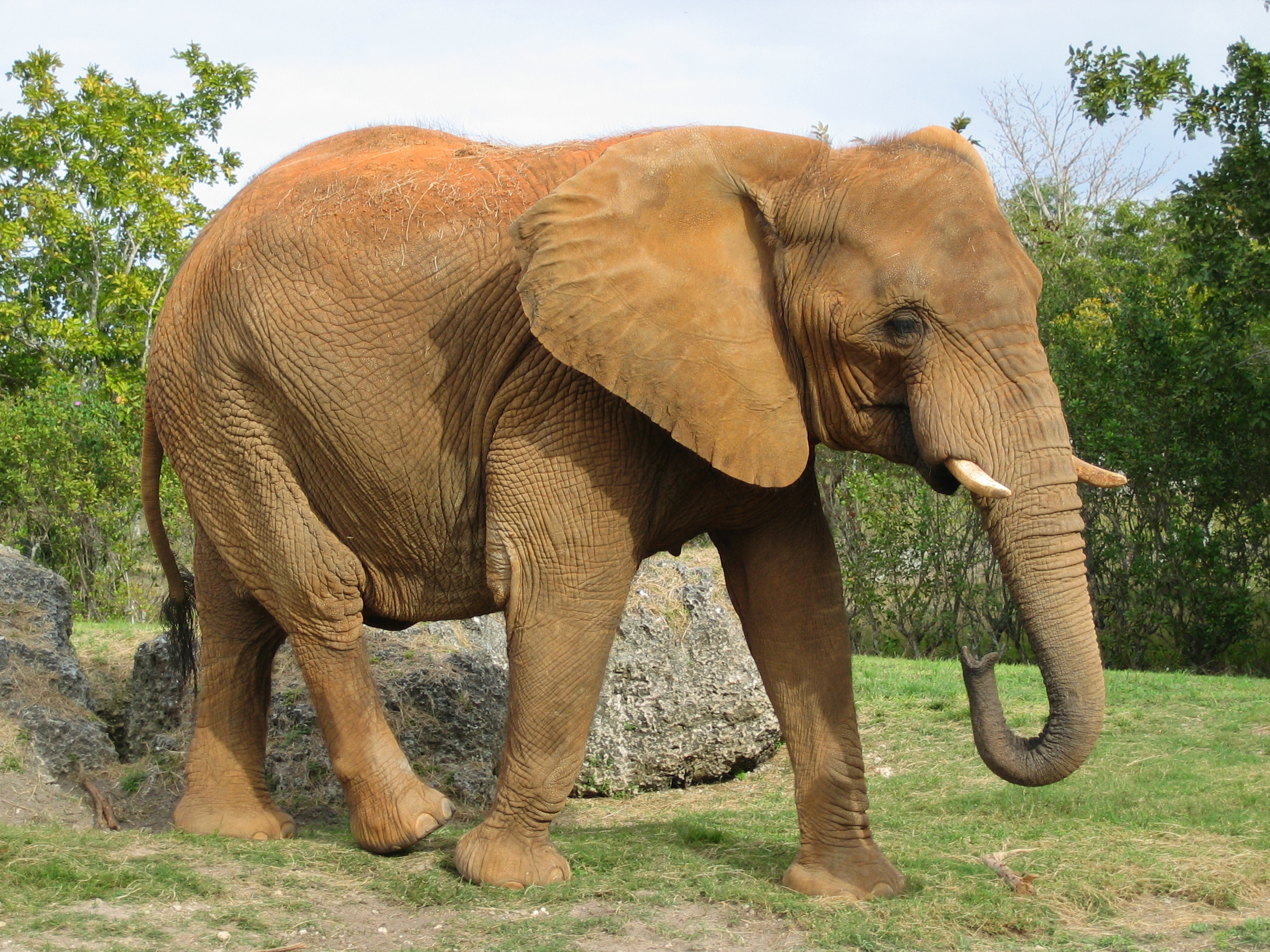
Afrikanischer Elefant
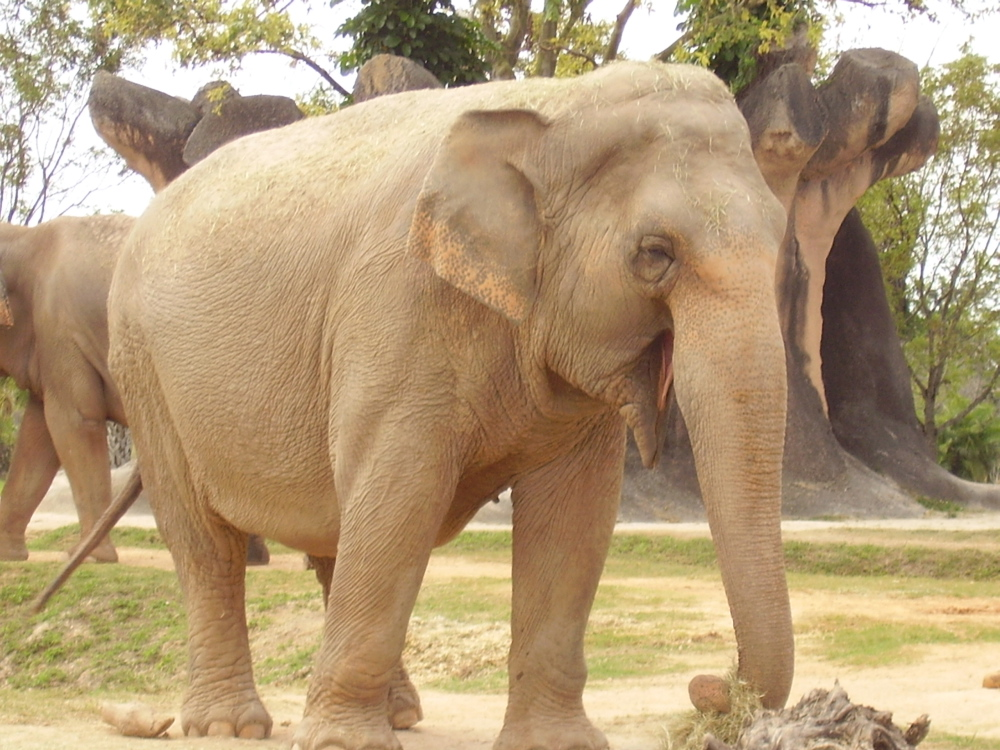
Asiatischer Elefant
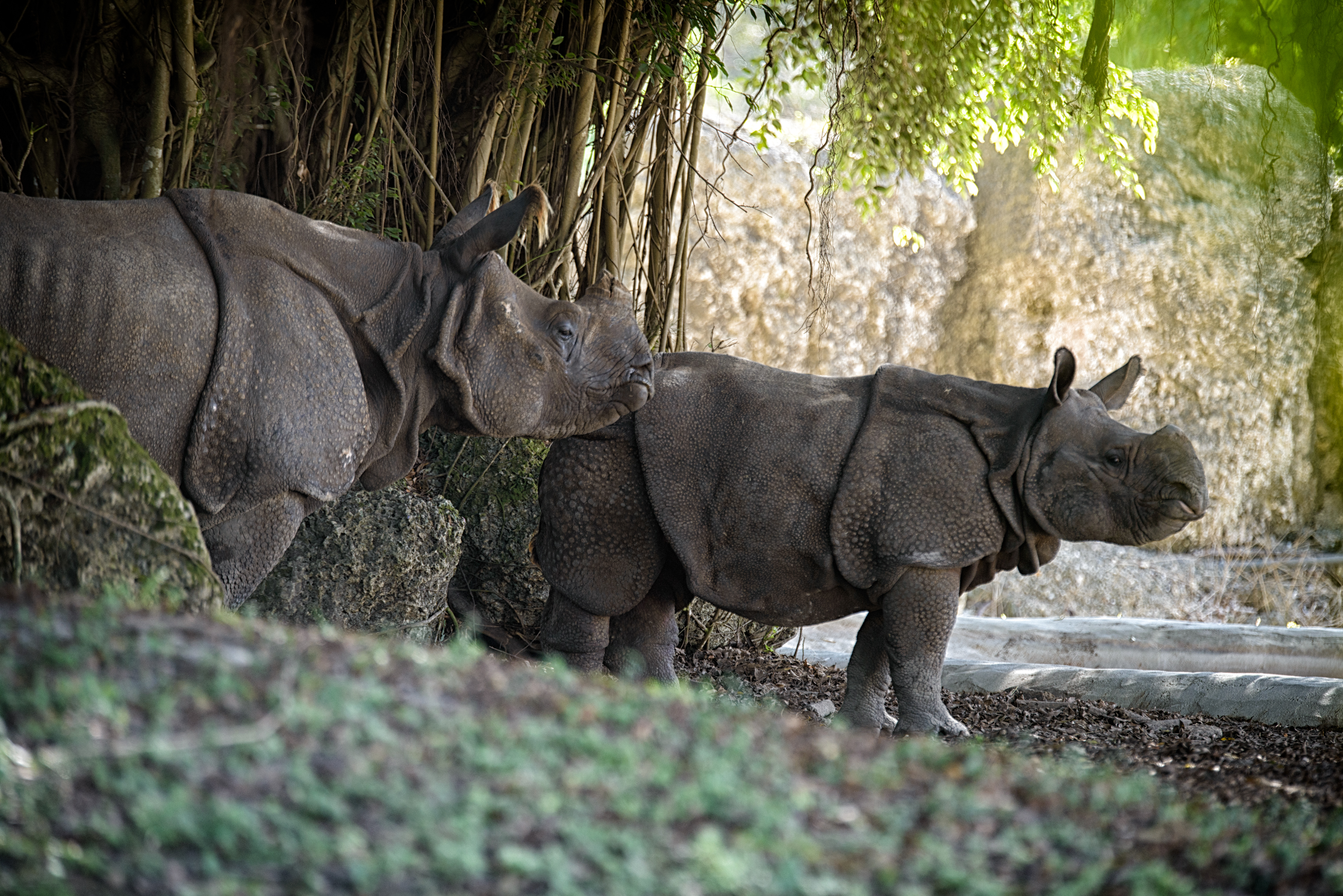
Panzernashorn
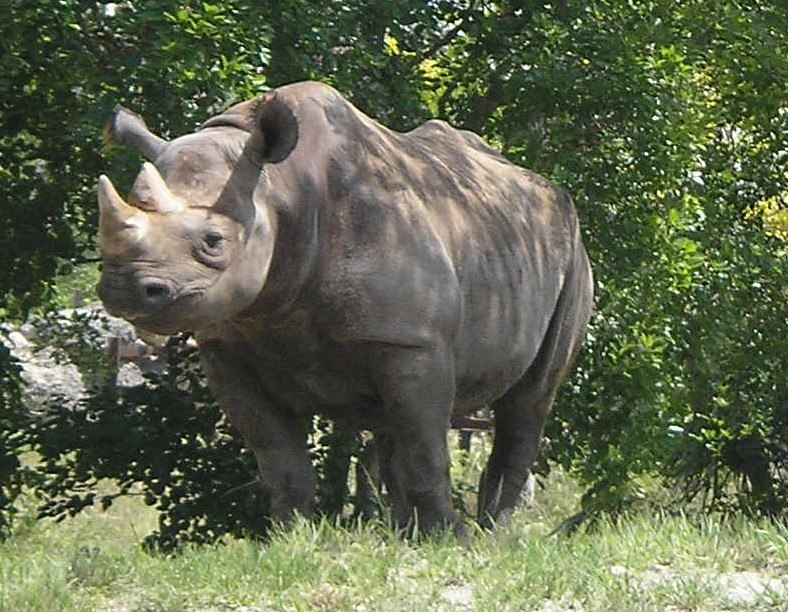
Spitzmaulnashorn
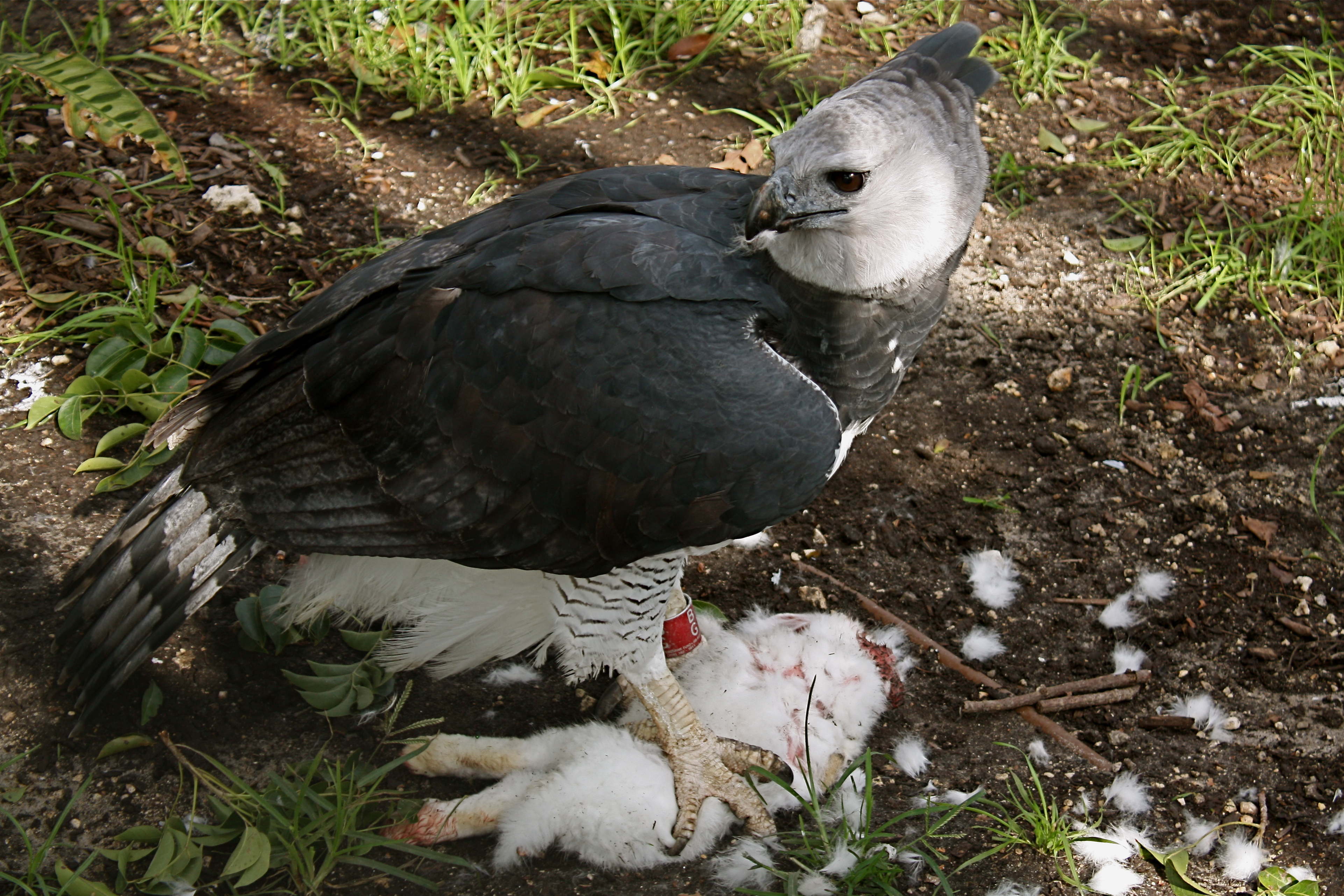
Harpyie